# Lewis County (New York)
Lewis County ist ein County im Bundesstaat New York der Vereinigten Staaten. Bei der Volkszählung im Jahr 2020 hatte das County 26.582 Einwohner und eine Bevölkerungsdichte von 8,1 Einwohner pro Quadratkilometer. Der Verwaltungssitz (County Seat) ist Lowville.

## Geographie
Lewis County liegt im nördlichen Zentralland des Bundesstaates New York in den bewaldeten Ebenen des Tug Hill Plateau; im Osten des Countys läuft eine Kette der Adirondack Mountains in südöstlicher Richtung. Wichtigste Wasserläufe sind der von Süd nach Nord durch das County verlaufende Black River, sein rechter Zulauf, der Moose River, sowie der direkt in den Ontariosee mündende Salmon River. Höchste Erhebung des Countys ist der Gomer Hill mit 643 Metern.
Das County verfügt über eine Fläche von 3.341,0 Quadratkilometern, wovon 39,6 Quadratkilometer Wasserfläche sind.

### Umliegende Gebiete
| Jefferson County               | St. Lawrence County | St. Lawrence County |
| Jefferson County Oswego County |                     | Herkimer County     |
| Oswego County                  | Oneida County       | Herkimer County     |

## Geschichte
Das County wurde am 28. März 1805 aus Oneida County gebildet und benannt nach Morgan Lewis, einem Gouverneur New Yorks von 1804 bis 1807.
Die Town „High Market“, die am 11. November 1852 aus der Town West Turin ausgegliedert wurde, ist 1973 wieder zurück gegliedert worden und besteht seitdem nicht mehr.

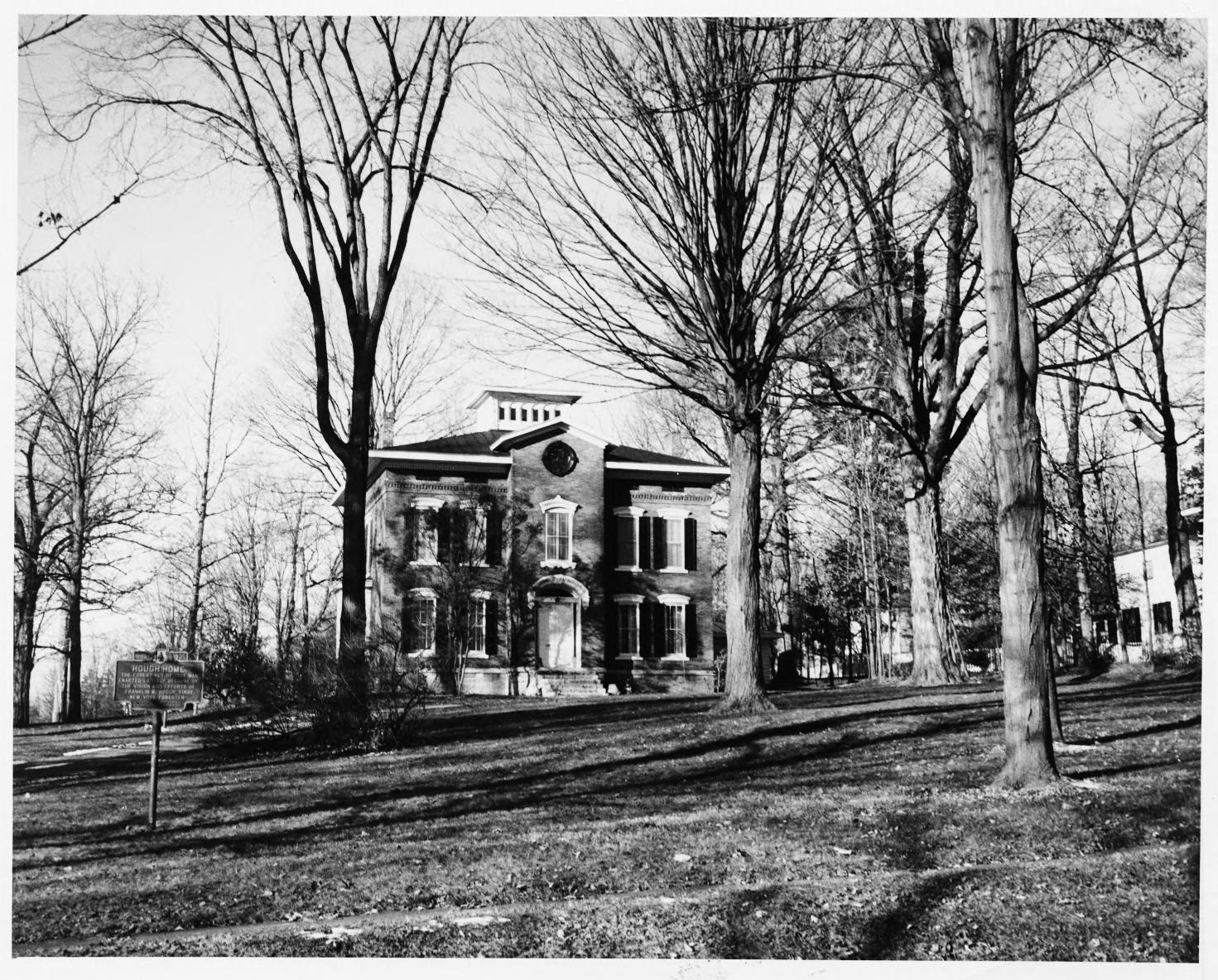
Franklin Hough House (1962)

Ein Ort hat den Status einer National Historic Landmark, das Franklin Hough House. 29 Bauwerke und Stätten des Countys sind insgesamt im National Register of Historic Places eingetragen (Stand 19. Februar 2018).

### Einwohnerentwicklung
| Jahr      | 1800   | 1810   | 1820   | 1830   | 1840   | 1850   | 1860   | 1870   | 1880   | 1890   |
| --------- | ------ | ------ | ------ | ------ | ------ | ------ | ------ | ------ | ------ | ------ |
| Einwohner | –      | 6433   | 9227   | 15.239 | 17.830 | 24.564 | 28.580 | 28.699 | 31.416 | 29.806 |
| Jahr      | 1900   | 1910   | 1920   | 1930   | 1940   | 1950   | 1960   | 1970   | 1980   | 1990   |
| Einwohner | 27.427 | 24.849 | 23.704 | 23.447 | 22.815 | 22.521 | 23.249 | 23.644 | 25.035 | 26.796 |
| Jahr      | 2000   | 2010   | 2020   | 2030   | 2040   | 2050   | 2060   | 2070   | 2080   | 2090   |
| Einwohner | 26.944 | 27.087 | 26.582 |        |        |        |        |        |        |        |

## Städte und Gemeinden
Zusätzlich zu den unten angeführten Towns und Reservaten existieren in Lewis County mehrere Villages, die nicht selbstverwaltet sind, aber in den Ergebnissen der Volkszählungen eigenständig aufgeführt werden.
| Ortschaft   | Status | Einwohner (2020) | Gesamte Fläche [km²] | Landfläche [km²] | Bevölkerungsdichte [Einwohner / km²] | Gründung      | Besonderheit                             |
| ----------- | ------ | ---------------- | -------------------- | ---------------- | ------------------------------------ | ------------- | ---------------------------------------- |
| Croghan     | Town   | 3.197            | 471,5                | 464,1            | 7,0                                  | 5. Apr. 1841  |                                          |
| Denmark     | Town   | 2.626            | 132,2                | 131,1            | 20,0                                 | 3. Apr. 1807  |                                          |
| Diana       | Town   | 1.610            | 364,7                | 355,1            | 4,5                                  | 16. Apr. 1841 |                                          |
| Greig       | Town   | 1.179            | 239,2                | 235,7            | 5,0                                  | 20. Feb. 1832 |                                          |
| Harrisburg  | Town   | 480              | 103,4                | 103,3            | 4,6                                  | 22. Feb. 1803 |                                          |
| Lewis       | Town   | 844              | 168,7                | 165,8            | 5,1                                  | 11. Nov. 1852 |                                          |
| Leyden      | Town   | 1.572            | 86,9                 | 86,3             | 18,2                                 | 10. März 1797 |                                          |
| Lowville    | Town   | 4.888            | 98,7                 | 98,0             | 49,9                                 | 14. März 1800 | County Seat                              |
| Lyonsdale   | Town   | 1.170            | 181,6                | 178,0            | 6,6                                  | 1873          |                                          |
| Martinsburg | Town   | 1.316            | 196,9                | 196,0            | 6,7                                  | 23. Feb. 1803 | ursprüngliche Schreibweise: Martinsburgh |
| Montague    | Town   | 97               | 169,2                | 168,8            | 0,6                                  | 14. Nov. 1850 |                                          |
| New Bremen  | Town   | 2.785            | 144,5                | 144,0            | 19,3                                 | 31. März 1848 |                                          |
| Osceola     | Town   | 243              | 225,6                | 225,3            | 1,1                                  | 28. Feb. 1844 |                                          |
| Pinckney    | Town   | 313              | 106,5                | 106,1            | 3,0                                  | 12. Feb. 1808 |                                          |
| Turin       | Town   | 768              | 81,3                 | 80,7             | 9,5                                  | 14. März 1800 |                                          |
| Watson      | Town   | 1.802            | 299,7                | 292,0            | 6,2                                  | 30. März 1821 |                                          |
| West Turin  | Town   | 1.692            | 265,2                | 264,3            | 6,4                                  | 25. März 1830 |                                          |